# 日本文学報国会
社団法人日本文学報国会（にほんぶんがくほうこくかい、旧字体：日本文󠄁學報國會）は、第二次世界大戦中の1942年（昭和17年）5月26日に設立された文学団体。情報局の実質的な外郭団体であった。

## 前史

### 漢口攻略戦の「ペン部隊」
日本文学報国会の前身に、「ペン部隊」がある。日華事変勃発後の昭和13年（1938年）、内閣情報部は文学者と懇談会を開いて漢口攻略戦への従軍を要請し、陸軍部隊14名、海軍部隊8名、詩曲部隊2名の作家が従軍し、その見聞記を新聞・雑誌に掲載することとした。これは、文学者による「職域奉公」としての「ペン部隊」と称されて以後も多くの作家が従軍した。
昭和13年（1938年）8月24日に内閣情報局が作家を漢口攻略戦に派遣することを大きく報道し、2日後の8月26日午後に第1次近衛内閣の主導の下、近衛文麿首相官邸にて東條英機（のちの役員）の同席の下、構想が発表された。吉川英治・岸田國士・滝井孝作・深田久弥・北村小松・杉山平助・林芙美子・久米正雄・白井喬二・浅野晃・小島政二郎・佐藤惣之助・尾崎士郎・浜本浩・佐藤春夫・菊池寛・川口松太郎・丹羽文雄・吉屋信子・片岡鉄兵・中谷孝雄・冨澤有爲男の22名を役員として選定した。
同年9月11日には陸軍部隊の第一陣13名が出発、3日後の9月14日には海軍部隊の7名が出発した。同日、陸軍は作詞、作曲家を陸軍嘱託として5人を選出して従軍させることを決定。従軍文士の見聞記は随時、新聞・雑誌に掲載されることとなり、10月8日の東京日日新聞の夕刊には吉川英治の「長江溯江艦隊従軍記」が、10月31日の東京朝日新聞には林芙美子の「漢口に入るの記」などが掲載された。

### 以降の動向
また火野葦平『麦と兵隊』などの戦争文学、国策文学も盛んになった。なお石川達三の「生きてゐる兵隊」（『中央公論』1938年3月号）は発行禁止処分を受けた。少しでも戦争のむごさや戦意喪失させるような作品は発売禁止にされたといわれる。
農民文学においては島木健作、間宮茂輔らによる農民文学懇話会が結成された。続いて佐藤春夫らの経国文芸の会、戸川貞雄らの国防文芸聯盟、福田清人らの大陸開拓文芸懇話会、中島健蔵らの日本ペンクラブ、海音寺潮五郎らの文学建設、木々高太郎らの文芸学協会、長谷川時雨の輝ク部隊などの団体が結成された。

### 大政翼賛会
1940年に大政翼賛会が発足し、岸田國士がその文化部長に就任。それに先立って日本文藝家協会は、「文壇における新体制の問題」のための文壇新体制準備委員会を設立。これを基に諸団体十数グループが参加して、文壇新体制のための協議会である日本文芸中央会が、大政翼賛会発足と同日の10月12日に発足した。
また俳句においても1940年に「国民詩たる俳句によって新体制に協力」する日本俳句作家協会が結成 された。
1941年12月24日には大政翼賛会の肝いりで文学者愛国大会が開催される。文壇、詩壇、歌壇の重鎮ら約350人が参加する中で、菊池は座長を務めた。

## 文学報国会の発足
1942年に情報局の指導により、日本文芸中央会が中心となって、日本文学報国会が、「国家の要請するところに従って、国策の周知徹底、宣伝普及に挺身し、以て国策の施行実践に協力する」 ことを目的とした社団法人として発足した。日本文芸中央会も日本文学報国会に吸収された。また日本俳句作家協会も日本文学報国会の俳句部会として統合 された。

### 組織
- 会長 - 徳富蘇峰[9]。
なお幸田露伴に会長就任の打診があったが、「健康上の理由」を口実に辞退したという[10]。
- 常任理事 - 久米正雄[9]、中村武羅夫
- 理事 - 折口信夫、菊池寛、窪田空穂、佐藤春夫、下村宏、白柳秀湖、関正雄、辰野隆、長与善郎、松本潤一郎、水原秋桜子、柳田國男、山田孝雄、山本有三、吉川英治[9][11]
- 顧問に正力松太郎[9]、藤山愛一郎[9]、横山大観[9] などが就任。
- 監事 - 三井高陽
- 賛助会員 - 岩波茂雄(岩波書店)[9]、下中弥三郎(平凡社)[9]、佐藤義亮(新潮社)[9]、秦豊吉(東京宝塚劇場)[9]

### 部会
部会として当初は小説・劇文学・評論随筆・詩・短歌・俳句・国文学・外国文学の八部会を設置、その後漢詩漢文部会を追加して九部会体制となる。また川柳は俳句部会に川柳分科を設けた。
| 部会名     | 部会長       | 幹事長       | 理事             | 備考              |
| ---------- | ------------ | ------------ | ---------------- | ----------------- |
| 小説       | 徳田秋声     | 白井喬二     | 菊池寛           |                   |
| 劇文学     | 武者小路実篤 | 久保田万太郎 | 山本有三         |                   |
| 評論随筆   | 高島米峰     | 河上徹太郎   | 河上徹太郎       |                   |
| 詩         | 高村光太郎   | 西條八十     | 佐藤春夫         |                   |
| 短歌       | 佐佐木信綱   | 土屋文明     | 水原秋桜子       |                   |
| 俳句       | 高浜虚子     | 富安謙次     | 前田雀郎（川柳） |                   |
| 国文学     | 橋本進吉     | 久松潜一     | 折口信夫         |                   |
| 外国文学   | 茅野蕭々     | 中野好夫     | 辰野隆           |                   |
| 漢詩・漢文 | 市村瓊次郎   | 沢田総清     |                  | 1943年5月22日設置 |

### 事務局
総務部（部長甲賀三郎）、審査部（河上徹太郎）、事業部（戸川貞雄）で構成。事務局長は久米正雄、また放送局業務局長として関正雄が任に着く。1944年に甲賀が辞任した後は、北条秀司が総務部長に着任した。

### 運営費
運営費は情報局から支給された。

### その他の会員など
大政翼賛をめざした新しい組織ではあったが、日本文藝家協会の改組という意識があり、既存の作家たちをそのまま組織した傾向があった。そのため、会員になることを拒否した中里介山、内田百閒以外は、旧プロレタリア文学関係の、宮本百合子や蔵原惟人、中野重治たちも入会していた。中野重治はプロレタリア作家であった自分の経歴のために入会を拒否されるのではないかと菊池寛宛に問い合わせの手紙を送っている。
宮本百合子は1943年に会の事業として女性作家作品集の企画（発行はされなかった）において掲載作品を選定しようとして、獄中（未決）の夫、宮本顕治からたしなめられるということなどもあった。
永井荷風は無断で入会されたこと、そして会長の徳富蘇峰を嫌いであると日記で書いている。

### 事業
1942年夏には、各地を巡回して、「文藝報国運動講演会」を開催した。
第1回文学報国大会は、1943 年4月に「米英撃滅と文学者の実践」を議題に九段軍人会館で開催。
大東亜文学者大会ではの中心的な役割を担い、1942年11月、1943年8月（大東亜文学者決戦会議）、1944年11月（南京大会）の3度開催。

#### 機関紙
1943年8月20日、機関紙『文学報国』が創刊された。

#### 大東亜共同宣言への文化協力
大東亜共同宣言が発表されると、その五大原則を主題とする作品の創作などの文化協力案を決定。小説部会では約50名の執筆希望者の中から、五大原則についての小説・戯曲の委嘱作家を選出した。
同宣言全般について大江賢次、「共存共栄」高見順、「独立親和」太宰治、「文化昂揚」豊田三郎、「経済繁栄」北町一郎、「世界進運貢献」大下宇陀児、商業劇に関口次郎、中野実、八木隆一郎、新劇に久保田万太郎、森本薫を決定した。
しかし完成したのは、太宰治「惜別」（1945年2月）、森本薫「女の一生」（同）の2作だけだった。「女の一生」は1945年4月に渋谷東横映画劇場で5日間上演され、「惜別」は終戦後の9月に出版された。ただし当時検閲による不掲載などの処置を受けていた太宰は、書簡の中で「文学報国会から大東亜五大宣言の小説化という難事業を言いつけられ」 とも述べており、受け止め方には温度差が見られる。

#### 建艦運動
建艦運動の一助として小説集を刊行、「愛国百人一首」「国民座右銘」の選定・刊行、「大東亜戦詩集・歌集」編纂、「辻小説」「辻詩集」の制作、古典作家顕彰祭などを実施した。会の機関誌として『文学報国』を発行。
『辻小説集』（八紘社、1943年）は小説部会員による原稿用紙1枚の小説、檄文を集めて、国民士気の高揚を目指したもので、207篇が集まって出版された。

#### 楽曲作成
1943年の軍人援護強化運動に協力して、詩歌、俳句、短歌の三部会で作品を募集し、6月に作品を軍事保護院に献納、続いて7月に日本音楽文化協会などとともに作曲公募のための詩歌として大木惇夫の「大アジヤ獅子吼の歌」を選定、園部為之の曲が当選して9月に発表された。
同じ7-9月にも日本音楽文化協会と愛国歌曲の創作、献納を行う。これらの曲は各地で発表演奏会も行われて国民運動となった。
また大政翼賛会募集の「勤労報国隊の歌」（1943年11月発表）、日本文学報国会と日本音楽文化協会共同企画による「少国民決意の歌」（1944年3月発表）「皇国漁民の歌」「大漁ござる音頭」（1944年9月募集）、日本文学報国会主催で農商省などが後援の「日本農村の歌」（1944年11月発表）などで、日本音楽文化協会との連携による楽曲作成が行われ、1944年3月の日本音楽文化協会による決戦楽曲の募集では審査会に参加した。
1944年の軍人援護強化運動では、日本文学報国会の作詞の委嘱で西條八十「起て一億」、三好達治「決戦の秋は来れり」が、日本音楽文化協会により曲が付けられ、発表演奏会やラジオ放送その他のイベントで演奏された。44年9月からの情報局制定歌曲ではサイパン玉砕をテーマに作詞を委嘱され、佐藤春夫「一億総進撃の歌」、尾崎士郎「復仇賦」に、日本音楽文化協会公募の曲が付けられて発表された。

#### 台湾支部
1943年に日本文学報国会台湾支部も発足。台湾文芸家協会から移行した台湾文学奉公会と提携して、台湾皇民文学樹立の運動を行った。同年11月に台北市で行われた、台湾文学奉公会主催の台湾決戦文学会議では徳富蘇峰祝辞が朗読された。

## 戦後
終戦後の1945年（昭和20年）9月1日をもって解散。ふたたび文藝家協会に戻った。
なお、大日本言論報国会が終戦直後に自発的に解散したにもかかわらず、GHQからあらためて解散命令を受けたのに対し、日本文学報国会に対する解散命令は出されていない。また、日本文学報国会の役員も、役員という理由だけでは公職追放の対象とはなっていない。会長の徳富蘇峰は公職追放を受けているが、これは大日本言論報国会会長だったことによるものである。